# 宮崎文子
宮崎 文子（みやざき ふみこ、12月12日 - ）は、日本のフリーアナウンサー。元ニッポン放送および日本短波放送のアナウンサー。

## 略歴
東京都出身。1969年に東海大学文学部広報学科を卒業後、日本短波放送にアナウンサーとして入社。1972年にニッポン放送へ。『高山栄ショー』等の番組に関わった後、制作部に異動。その後、報道部に所属し、スポットのニュースなどを担当していた。
日本女性放送者懇談会会長（1999年度）、放送ウーマン賞選考委員長（2000年度・2001年度）も務めた。

## 担当番組

### ニッポン放送
- テレフォン人生相談(ライオン1社提供時代から1990年代前半辺りまで、オープニングとエンディングを担当)
- 高田文夫のラジオビバリー昼ズ（火、水、金）
- 森永卓郎 朝はニッポン一番ノリ!（金曜日）
- うえやなぎまさひこのサプライズ!（金曜日）
- ショウアップナイターストライク!（木曜日）
- HOT'n HOT お気に入りに追加!（木曜日）
- 塚越孝 朝刊フジ（金曜日）
- 森永卓郎の朝はモリタク!もりだくSUN（金曜日）
- オールナイトニッポン（1974年7月〜1975年4月までの間火曜2部担当）
- 欽ちゃんのドンといってみよう!
- 山谷親平のお早ようニッポン（水・木・金）
- 玉置宏の笑顔でこんにちは[1]（1978年4月〜1979年9月までアシスタント）
- おひるはバッカ〜ン!（ニュース担当）
- つかちゃんのりこのGO!GO!ヒットパラダイス（ニュース担当）
- 歌謡パレードニッポン[1]

### 日本短波放送（現：ラジオNIKKEI）
- 海上ダイヤル[1]